# 越南乳业
越南乳业股份公司（越南语：／，英文名：Vietnam Dairy Products Joint Stock Company），商标名称Vinamilk 。是一家生产交易乳和乳制品以及相关机械设备的越南公司。
据联合国开发计划署统计，越南乳业是2007年越南第15大公司。 越南乳业是目前越南乳业领头羊，占液态奶市场54.5%，奶粉40.6％，酸奶饮料33.9%，酸奶84.5％，炼乳79.7％。除了覆盖越南国内63个省市的超过22万个销售点，越南乳业还出口到美国、法国、加拿大、波兰、德国、日本、中东、东南亚等43个国家。经过40多年发展，越南乳业已建成14家生产工厂、2家物流工厂、3家销售办事处、一家柬埔寨乳制品工厂（吴哥乳业）和一家泰国办事处。 2018 年，越南乳业是亚太地区收入超过10亿美元最好的200家公司之一。 

## 历史

### 计划经济时期
1976年，政府将统一（前身是1965年成立的Foremost Dairies）、长寿（前身是1972年由华人创办的Cosuvina乳业）、Dielac（雀巢旗下在建）三家乳品厂国有化，合并更名为南方牛奶咖啡公司（越南语：／），隶属南方食品工业总局。
1982年，南方牛奶咖啡公司划归食品工业部，更名为第一奶啡糖联合企业（越南语：／）。此时，该企业下辖另外两家工厂，即：
- Lubico 糖果厂
- 碧芝营养粉厂（同塔）

### 革新开放时期
1992年3月，第一奶啡糖联合企业更名为越南乳业公司，隶属于轻工业部，专业生产加工牛奶和奶制品。
1994年，越南乳业在河内新建一家乳品厂，以开拓北方市场，使直属工厂总数达到4家。公司扩大、开发和满足北方市场需求的战略由此确立。
1996年，越南乳业与归仁冷冻股份公司合资成立平定乳品联营企业，由此公司成功打入中部市场。
2000年，公司在芹苴市成立芹苴乳品厂，旨在更好地满足湄公河三角洲地区消费者的需求。同年公司还在胡志明市建立了自营仓库。
2001年5月，公司在芹苴开设第二间乳品厂。

### 股份化时期
2003年11月公司变更为越南乳制品股份公司，交易代码VNM。同年该公司在平定和胡志明市开设了乳品厂。
2004年公司收购西贡乳制品股份公司。将公司注册资本增至15,900亿盾。
2005年公司收购平定乳品联营企业的其余股份，并于2005年6月30日在乂安省成立乂安乳品厂。
- 2005年8月与SABmiller Asia BV合资成立SABMiller越南合资有限公司。Zorok品牌合资企业的第一款产品于2007年中推出。

2006年1月19日在胡志明市证券交易所上市，国家资本投资经营公司持有公司注册资本的50.01%。
- 2006年6月在胡志明市开设安康诊所。这是越南第一家由电子信息系统管理的诊所。诊所提供营养咨询、妇科检查、儿科咨询和身体检查等服务。
- 奶牛场业务始于2006年11月收购宣光奶牛场——拥有约1400头奶牛的小农场。

2006年8月20日更改公司的品牌标志。
2007年9月收购总部位于清化省的蓝山乳业55%股份。开始使用“美好生活”口号。
2009年在义安和宣光开发了135000个分销代理、9家工厂和许多奶牛场。同时，将口号从“美好生活”改为“越南信念”。
2010年将标语从“越南信念”改为“触及越南”并沿用至今。
2012年建立总投资220亿美元的平阳液体奶和奶粉工厂和越南饮料厂。
2012年更换新Logo，取代2006年Logo。
2011年投资3000万美元的岘港乳品厂投产。
2013年平阳第二美福工业园的Mega乳品厂投产，一期产能为每年4亿升。
2016年在柬埔寨开设吴哥乳业工厂。
2017年开设越南第一个有机乳制品农场大叻有机农场；成立纠支生鲜乳中心。
2018年清化高科技奶牛场综合体第一农场落成。老挝-Jagro有机奶牛场综合体开工。成为越南第一家生产A2牛奶的公司。
2019年西宁奶牛场落成。

## 口号
- 2005 - 2007：国际品质 - Vinamilk 品质
- 2007 - 2009：美好生活
- 2009 - 2010：越南信念
- 2010 年至今：触及越南

## 经营活动

### 经营活动
公司主营业务为鲜奶、罐装奶、奶粉、营养粉、酸奶、炼乳、豆奶、饮料以及其他乳制品等产品的加工、制造和贸易。 产品出口到柬埔寨、菲律宾、澳大利亚、中东等多个国家和地区。外销收入占公司总收入的13%。 2011年，公司进入水果和蔬菜领域。不久该业务就在超市零售渠道取得了25%的市场份额。 2012年2月，公司将生产范围扩大到儿童果汁。

### 产品
公司提供250多种产品，主要有：
- 液态奶：100% 鲜奶、巴氏奶、有机牛奶、大麦可可饮料
- 酸奶：酸奶、酸乳
- 奶粉：儿童奶粉、成人奶粉、营养粉
- 炼乳
- 冰淇淋和奶酪
- 豆奶和各种饮料：果汁、瓶装水、豆奶等

## 附属单位

### 国内子公司/国内关联公司
- 越南牛奶独资有限责任公司 (100%)
- 清化统一牛奶独资有限责任公司(100%)
- GTNFOODS股份公司 (75%)
- 越南糖业股份公司 (65%)
- 亚洲椰子加工公司 (25%)
- APIS股份公司 (20%)

### 国外子公司/附属公司
- DRIFTWOOD乳业控股公司 (100%)
- ANGKOR乳制品有限公司(100%)
- VINAMILK 欧洲 SPÓSTKA Z OGRANICZONA ODPOWIEDZIALNOSCIA (100%)
- LAO-JAGRO DEVELOPMENT XIENGKHOANG CO., LTD (51%)
- MIRAKA控股有限公司 (22.81%)

### 工厂
- 统一乳品厂
- 长寿乳品厂
- 迪拉克乳品厂
- 芹苴乳品厂
- 西贡乳品厂
- 平定乳品厂
- 乂安乳品厂
- 蓝山乳品厂
- 天山乳品厂
- 岘港乳品厂
- 越南饮料厂
- 越南奶粉厂
- 越南乳品厂 (MEGA)
- Angkor Dairy Products Co., Ltd - 柬埔寨Angkormilk。

### 农场
- 宣光奶牛场
- 清化统一奶牛场组合
- 清化奶牛场
- 清化 - 如清奶牛场
- 乂安奶牛场
- 河静奶牛场
- 平定奶牛场
- 西宁奶牛场
- 大叻Vinamilk奶牛场
- 大叻有机Vinamilk奶牛场
- 大叻第三Vinamilk奶牛场

### 分支
- 河内分公司
- 岘港分公司
- 芹苴分公司
- 泰国代表处

### 物流
- 胡志明物流企业
- 河内物流企业

## 称号和获奖
- 劳动英雄（2000）
- 独立奖章：三级（2005、2016）
- 劳动奖章：三级（1985、2005）、二级（1991）、一级（1996）
- 越南15大公司 (UNDP)
- 福布斯亚洲中小企业200强（2010、2019）
- 越南消费者最喜爱的十大品牌（Nielsen Singapore 2010）
- 越南市场前5大私营企业（VNR500）
- 全球收入最高的 50 家乳制品企业（排名第 49 位） - Euro Monitor & KPMG 报告（2016）
- 亚洲1000强品牌前十（第四）- Campaign Asia-Pacific 杂志（根据 AC 尼尔森）（2016）
- 亚洲最具活力公司 300 强（亚洲 200 强） - 日经杂志（2016 年）
- 越南 3 大最佳工作场所（2014-2016） - Nielsen Market Research Company 和 Anphabe.com 网络

## 争议

### 奶价过高
越南的牛奶价格居高不下且不断上涨而大多数人口的收入仍然很低。
经济学家吴智龙博士评论说：“越南的牛奶价格总是高于世界牛奶价格，目前越南平均约为1.4美元/升，中国1.1美元/升，印度0.5美元/升，欧美0.5-0.9美元/升……相比其他国家，我国（奶价）最高，而收入却很低。 ”
根据富布赖特经济学课程培训总监乔纳森·平卡斯博士的评估，关于牛奶价格“世界最高”的评论没有根据，越南牛奶价格与东盟乃至世界其他国家都相当。
越南乳业旗下牛奶价格不断上涨，利润居高不下。 
2013年2月，越南乳业表示，它刚刚将部分产品组的售价调高了约7%。 